# Verzy
Verzy – miejscowość i gmina we Francji, w regionie Grand Est, w departamencie Marna.
Według danych na rok 1990 gminę zamieszkiwały 994 osoby, a gęstość zaludnienia wynosiła 74 osób/km².